# Agenti semantici
Gli agenti software per il Web semantico o, più semplicemente, agenti semantici, sono programmi che raccolgono, elaborano e scambiano informazioni e risultati con altri programmi. 
Se il primo pilastro su cui si basa la creazione del Web semantico è senz'altro la rielaborazione di tutto quel settore che in Intelligenza Artificiale si chiama rappresentazione della conoscenza, e il secondo è l'utilizzo di ontologie, gli agenti semantici, teorizzati da Tim Berners-Lee, possono essere considerati l'ultimo tassello di questa creazione. 
Queste tre componenti del Web semantico sono legate tra loro da un rapporto di dipendenza reciproco, che li sorregge e, soprattutto, accresce le loro singole capacità. Infatti, se gli agenti semantici, non hanno motivo d'esistere senza una rappresentazione della conoscenza e senza l'utilizzo di ontologie, questi ultimi, senza gli agenti semantici, non porterebbero alcuna reale, e cioè non statica, evoluzione della conoscenza. 
Gli agenti semantici, infatti, devono essere in grado di rappresentare gli obiettivi di un certo utente, di mettere in atto una sequenza di azioni che possa soddisfare tali obiettivi, ed eventualmente cooperare con gli altri agenti per ottenere tale risultato.
Realizzando questa cooperazione sulla base della comprensione del significato dei dati oggetti di scambio, si realizza quell'interoperabilità semantica, che permetterà a due agenti di capirsi nonostante abbiano a disposizione due diverse rappresentazioni di quel determinato dato che stanno scambiandosi, e quindi due diverse rappresentazioni della conoscenza. Inoltre gli agenti semantici saranno in grado, quando si relazionano con nuove ontologie, di acquisire nuove conoscenze e capacità, cioè saranno in grado di acquisire mediante regole di ragionamento, nuovi metadati.
Solo, quindi, grazie alla stretta cooperazione dei suoi componenti, il Web semantico realizzerà una reale evoluzione della conoscenza.